# NGC 4647
NGC 4647 هي مجرة حلزونية تبعد حوالي 63 مليون سنة ضوئية تقع في كوكبة العذراء. اكتشفها عالم الفلك ويليام هيرشيل في 15 مارس 1784. تم إدراجها إلى جنب مع مسييه 60 باعتبارها جزء من زوج من المجرات تسمى Arp 116. وتقع المجرة على مشارف مجموعة عنقود العذراء المجري.

## الخصائص الفيزيائية

### التفاعل مع مسييه 60
في الصور البصرية تتداخل أقراص المجرتين. وقد اقترح بأن التفاع مستمر ولكن الصور لا تكشف عن أي علامات لتكوين النجوم التي من الممكن أن يكون سببها تفاعل المد والجزر بين المجرتين. وتشير الدراسات الحديثة لصور هابل التي أجريت في عام 2012 من المجرتين إلى أن التفاعلات بين المد والجزر قد بدأت للتو.

### المتوسط بين النجوم
الغاز في NGC 4647 قد انتفخ بشكل معتدل. موقع المجرة في مجموعة عنقود العذراء المجري تشير إلى أنها قد عانت التأثير المعروف باسم تجريد ضغط الدفع الناجم عن وسط مجري. تفسير آخر قد يكون الغاز الساخن في هالة من مسييه 60 بحيث الغاز الساخن في مسييه 60 قد زاد ضغط الغاز على الجانب الشرقي من NGC 4647 إما عن طريق ضغط الدفع أو صدمة القوس بين المجرتين مما تسبب في عدم تناظر الغاز في المجرة. الصعوبة هي أن المجرات يجب أن تكون قريبة جدا بسبب قوة المد والجزر من مسييه 60 مما يسبب القرص في NGC 4647 إلى التمزق.

## مستعر أعظم 1979A
في 25 يناير 1979 تم اكتشاف مستعر أعظم من نوع 1 في NGC 464.

## وصلات خارجية
- NGC 4647 على موقع ويكي سكاي: DSS2, SDSS, GALEX, IRAS, Hydrogen α, X-Ray, Astrophoto, Sky Map, Articles and images